# USS Chesapeake (1799)
A USS Chesapeake foi uma fragata pesada de 38-canhões de casco de madeira, de três-mastros da Marinha dos Estados Unidos. Ela foi uma das seis fragatas originais cuja construção foi autorizada pelo ato naval de 1794.